# Euthyatira
Euthyatira és un gènere de papallones nocturnes de la subfamília Thyatirinae de la família Drepanidae.

## Taxonomia
- Euthyatira lorata (Grote, 1881)
- Euthyatira pryeri (Butler, 1881)
- Euthyatira pudens (Guenée, 1852)
- Euthyatira semicircularis (Grote, 1881)